# Epikatehin
Epikatehin je bioflavonoid. 
On poboljšava protok krvi i smatra se dobrim za zdravlje kardiovaskularnog sustava. Kakao, pogotovo izrazito crna čokolada sadržava jako puno epikatehina za kojega je utvrđeno da je dvostruko jači antioksidant od bioflavonoida crnog vina i tri puta jači antioksidant od antioksidantnog djelovanja zelenog čaja. 